# Eupithecia pryeriaria
Eupithecia pryeriaria là một loài bướm đêm trong họ Geometridae.